# Písně pro V. V.
Písně pro V. V. (1988) je 2EP album Jaromíra Nohavici. Je sestavené z písniček nahraných na pražských koncertech, kde se nahrávalo album Darmoděj (1988), ale které se na LP nevešly. Album obsahuje 8 písniček. Sleeve-note napsal Milan Dvořák.
Iniciálami V. V. je myšlen Vladimir Vysockij.

## Písničky
1. Píseň pro V. V. – 4:32
2. Na dvoře divadla – 1:46
3. Moje malá válka – 2:50
4. Maškarní ples – 3:09
5. Pro malou Lenku – 4:33
6. Košilka – 2:05
7. Třiatřicet – 2:20
8. Osmá barva duhy – 2:27